# سليمة هيل
سليمة هيل (بالإنجليزية: Selima Hill)‏ (13 أكتوبر 1945، هامبستاد في المملكة المتحدة)؛ كاتِبة وشاعرة بريطانية. درست في جامعة كامبريدج.